# Mutiara Ayuningtias
Mutiara Ayuningtias (ur. 24 sierpnia 1998) – indonezyjska zapaśniczka walcząca w stylu wolnym. Zajęła jedenaste miejsce na igrzyskach azjatyckich w 2018. Wygrała igrzyska Azji Południowo-Wschodniej w 2023. Srebrna medalistka mistrzostw Azji Południowo-Wschodniej w 2022 roku. Absolwentka Universitas Negeri Malang.